# 渡辺格 (分子生物学者)
渡辺 格（わたなべ いたる、1916年9月27日 - 2007年3月23日）は、日本の分子生物学者。慶應義塾大学名誉教授。姓は「渡邊」と表記する場合がある。島根県松江市生まれ。

## 略歴
- 東京府立五中、一高卒業
- 1940年 東京帝国大学理学部化学科卒業
- 1942年 東京文理科大学助教授
- 1945年 東京帝国大学輻射線研究所助教授
- 1956年 東京大学理工学研究所教授
- 1958年 東京大学理学部生物化学科教授
- 1959年11月 京都大学ウイルス研究所教授
- 1963年11月 慶應義塾大学医学部教授（分子生物学研究室）

## 活動
東京帝国大学理学部で水島三一郎の下分光学を研究するが、その間ウイルスにも関心を抱き、マックス・デルブリュックやウェンデル・スタンリーの研究を知る。1949年江上不二夫、柴谷篤弘らと研究会を作り「核酸シンポジウム」を開催。フルブライトの資金で1953年から1955年までカリフォルニア大学に留学し、バクテリオファージの研究を開始する。
東京大学理学部、 京都大学ウイルス研究所、マサチューセッツ工科大学を経て、慶應義塾大学医学部教授、慶應義塾大学名誉教授。慶大では分子生物学教室を開き、1978年、日本分子生物学会を設立し、初代会長を務める。日本学術会議副会長などの要職を歴任。後進の育成に取り組む一方で、著述を通し科学の進歩が人間にもたらす負の影響を指摘し続けた。1987年、勲二等旭日重光章受章。
渡辺の弟子の一人にノーベル生理学・医学賞を受賞した利根川進がいる。
また、文化的活動にも理解を示し、大佛次郎賞の選考委員も務めた。

## 著書
- 『ライフサイエンスと人間』日本経済新聞社（1974年）
- 『人間の終焉－分子生物学者のことあげ』朝日出版社（1976年）
- 『生命のらせん階段－分子生物学への道』文藝春秋（1978年）
- 『新しい人間観と生命科学』講談社学術文庫（1979年）
- 『科学の進歩と人間の尊厳』 聖教新聞社（文化教養シリーズ）（1980年）
- 『生命科学の世界』 日本放送出版協会（NHKブックス）（1986年）
- 『物質文明から生命文明へ』同文書院（1990年）
- 『なぜ、死ぬか』同文書院（1993年）
- 『「第三の核」を求めて 物質、生命、そして精神へ』ニュートンプレス（1999年）

## 共編著
- 生物物理化学実験法 島内武彦共編 培風館 1962
- 微生物遺伝学 植竹久雄、富沢純一共編 朝倉書店 1967
- 生物学のすすめ 筑摩書房 1969（学問のすすめ）
- 人間に自由があるか ライフサイエンスの立場から 対談:日高敏隆 三省堂 1972
- 病気とはなにか シンポジウム「人間と病気」より 豊倉康夫、塚田裕三共編 講談社 1976
- 生命の謎をさぐる 学陽書房 1977.2（21世紀の科学）
- 医療にとって医学とはなにか シンポジウム「医学と医療」より 小林登、塚田裕三共編 講談社 1977.1
- 科学者の疑義 経済学と生活科学の対話 宇沢弘文 朝日出版社 1977.11 （エピステーメー叢書）
- 生命の科学を考える 山口雅弘共著 共立出版 1978.12
- 生命をあずける 分子生物学講義 小松左京 朝日出版社 1979.2 (Lecture books)
- 人間のゆくえ 対談 野間宏 新泉社 1979.4
- 生体における分子識別 内田久雄共著 共立出版 1979.8
- ライフサイエンス入門 塚田裕三共編 日本評論社 1979.10
- ウイルス学 医学にとってウイルスとは何か 高野利也共編 講談社 1980.4
- 新しい生物学 学術研究動向 青木清共編 産業図書 1984.7
- バイオテクノロジーの世界 いま何をめざしているのか ディー・エヌ・エー研究所共編 講談社 1987.4（ブルーバックス）

## 訳書
- 分子生物学 遺伝子とその作用機構 J.M.Barry 柳沢桂子共訳 共立出版 1965
- ゴードン・ラトリー・テイラー『人間に未来はあるか―「生命操作」の時代への警告』大川節夫共訳 みすず書房（1972年）
- ジャック・モノー 『偶然と必然―現代生物学の思想的な問いかけ』村上光彦共訳 みすず書房（1972年）
- ガンサー・ジーグムント・ステント『進歩の終焉―来るべき黄金時代』生松敬三、柳沢桂子共訳 みすず書房（1972年）
- バクテリオファージ その分子生物学 G.S.ステント 三宅端,柳沢桂子共訳 岩波書店 1972
- 分子から人間へ 生命:この限りなき前進 サルヴァドール・E.ルリア 鈴木けん之共訳 文化放送開発センター出版部 1974
- 生命の環境 K.E.マクスウェル 小泉明、長岡滋共監訳 講談社 1974
- 分子生物学入門 新しい生命像の発見 A.ローラー 鈴木けん之共訳 培風館 1976
- 遺伝子操作の幕あけ マイケル・ロジャース 中村桂子共訳 紀伊国屋書店 1978.6
- 人間を決めるもの 遺伝か環境か オリバー・ギリー 志村紗千子共訳 紀伊国屋書店 1981.8
- 神経生物学から見た動機づけ行動 G.J.モーゲンソン 共訳 培風館 1981.10